# ماثيو كريم
ماثيو كريم (بالإنجليزية: Matthew Cream)‏ هو حكم كرة قدم ولاعب كرة قدم أسترالي، ولد في 19 يونيو 1975 في أديلايد في أستراليا.